# Sindromul de oboseală cronică
Sindromul de oboseală cronică, cunoscut și ca Encefalomielita mialgică, 
în engleză Chronic fatigue syndrome(CFS), Myalgic encephalomyelitis (ME) sau combinat, ME/CFS, este o afecțiune medicală complexă, cronică (de lungă durată), caracterizată prin o stare de epuizare fizică, mentală, și de alte simptome. Maladia poate afecta atât adulții cât și copii, având o prevalență mai mare în rândul persoanelor de sex feminin. În ultimii ani afecțiunea se suprapune ca simptome cu Sindromul post-Covid.. Unul din factorii - posibil - declanșatori ai sindromului de oboseală cronică este o infecție virală, în majoritatea cazurilor, dar au fost incriminate și infecții microbiene - cu accentul pe cele enterice - sau fungice.
Gravitatea simptomelor limitează capacitatea persoanei de a-și desfășura activitățile cotidiene, astfel încât calitatea vieții poate fi afectată sau compromisă. Mecanismul și cauzele acestei afecțiuni sunt, practic, necunoscute, problematică accentuată de lipsa unor criterii clare de diagnostic, cu rezultatul că boala a fost și este încă trivializată atât în societate, dar și de către unii medici care spun pacienților că simptomele lor sunt imaginare și, pe lângă simptome, ei ajung adesea să fie stigmatizați și să trăiască în izolare socială. 
Boala a fost considerată pentru mult timp una de natură psihică, însă tot mai mulți cercetători și medici consideră că afecțiunea are un substrat biologic. Organizațiile pacienților militează pentru recunoașterea bolii, a caracterului biologic al acesteia și direcționarea eforturilor de cercetare în această direcție.
Statul Român nu recunoaște afecțiunea drept criteriu de dizabilitate sau invaliditate, iar medicii sunt limitați în diagnosticarea acesteia deși, cu reticențe în a pune acest diagnostic, medicii au totuși, cunoștință de existența afecțiunii. Colegiile medicale din o serie de state, precum Academia Națională de Medicină americană (NAM-National Academy of Medicine) și, din Marea Britanie, Norvegia ș.a. iau însă în serios această boală și alocă fonduri pentru cercetare.

## Diagnostic

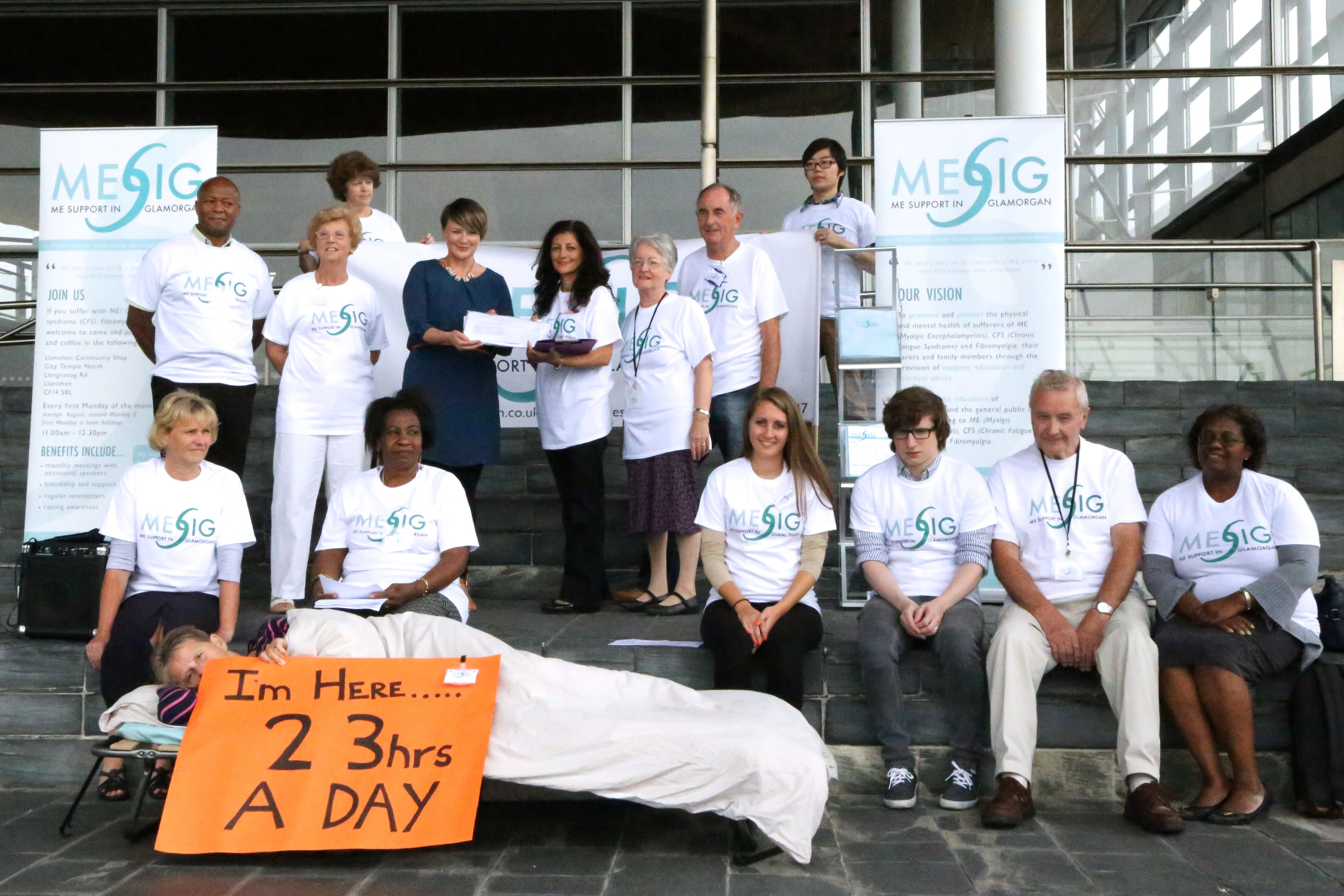
Petiție presentată în Glamorgan-South East Wales pe 16 septembrie 2014 pentru sprijinirea bolnavilor cu Sindrom de oboseală cronică (Support Team for Myalgic Encephalomyelitis (M.E.),Chronic Fatigue Syndrome & Fibromyalgia Sufferers). Author:	National Assembly for Wales from Wales.

Diagnosticul sindromului de oboseală cronică se face exclusiv pe baza simptomelor pacientului, prin excluderea altor afecțiuni care pot prezenta simptome similare.

## Tratament
În prezent nu există un tratament unanim acceptat pentru sindromul de oboseală cronică. Medicii care tratează pacienți cu această afecțiune prescriu medicamente și suplimente alimentare exclusiv pentru managementul simptomelor și modifică frecvent schema terapeutică în funcție de evoluția bolii. 
Rata de vindecare a sindromului de oboseală cronică a fost estimată la 5%, cu o frecvență mai mare la persoanele tinere. Rata de ameliorare a simptomelor prin terapia cognitiv-comportamentală a fost estimată de un studiu la 30%.